# ASF Autolinee
La ASF autolinee srl è l'azienda che svolge il servizio di trasporto pubblico locale nella provincia di Como.
Dal 1º luglio 2005 gestisce il 90% dei collegamenti extraurbani della provincia di Como e il trasporto urbano della città di Cantù tramite la consorziata STECAV, gestisce il trasporto urbano nella città di Como tramite la consorziata COMO
Fun&Bus.

## Storia
Il trasporto pubblico nella Provincia di Como prende origine nei primi anni del Novecento, con l'apertura della funicolare Como-Brunate nel 1894 e la successiva apertura nel 1906 della prima tranvia urbana di Como nel tratto tra la stazione di Como San Giovanni e quella della funicolare, gestita dalla Società Anonima Trams Elettrici Comensi (SATEC).
Due anni dopo la SATEC viene assorbita dalla Società Elettrica Comense Alessandro Volta (SECAV) e intanto la rete tranviaria si espande, raggiungendo nel giro di pochi anni Cantù, Mozzate, Lecco e coprendo tutto il tratto urbano da Ponte Chiasso a Trecallo, oltre alle estensioni per viale Varese-San Rocco e San Martino, oltre a due linee locali da Lecco per Maggianico e Malavedo. Nel 1934 inizia il declino per la rete tranviaria comasca, con l'arretramento dei terminali delle linee per Asnago FS e Mozzate: il primo capolinea venne portato nel centro di Cantù mentre il secondo venne posizionato ad Appiano Gentile, trasformando le tratte soppresse in autolinee. Le tappe successive furono quelle della istituzione delle nuove filovie, in sostituzione delle tramvie:
- 1938: Como-Maslianico e Como-Ponte Chiasso
- 1947: Como-Camerlata
- 1955: Como-Cantù

Le linee per Lecco ed Appiano Gentile nel 1956 vennero sostituite da autolinee.
Nel corso degli anni settanta il trasporto di linea nella provincia di Como subisce una progressiva statalizzazione. In quel momento i servizi di linea erano gestiti da tre società: la S.A.L.V.I. (operante servizio per i comuni della Val d'Intelvi e per l'area del lago), la STECAV (che aveva in mano la gestione delle filovie urbane ed extraurbane) e la Baradello (operante nel trasporto per la città di Como e l'area suburbana).
Il 1º aprile 1974 nasce la ACT (Azienda Comunale Trasporti), municipalizzata del comune di Como, che iniziava il suo servizio con la gestione di 6 linee urbane per poi rilevare gradualmente le concessioni della S.A.L.V.I. (versante in gravi difficoltà economiche) e alcune linee della STECAV, alla quale rimasero i servizi extraurbani e le linee filoviarie Como-Maslianico e Como-Cantù.
Il 25 settembre 1977 nasce l'ACPT (Azienda Consortile Pubblici Trasporti), che eredita le linee ex S.A.L.V.I. della ACT, della Baradello e della STECAV, con la filovia Como-Cantù che rimase attiva fino al giugno 1978. Alla ACT rimane solo il servizio urbano di Como.
Nel 23 febbraio 1989 avviene la trasformazione della ACPT in Società per Azioni con l'apporto di capitale pubblico e prende la nuova denominazione di SPT Como (Società Pubblica Trasporti), prendendo la gestione del trasporto pubblico nella provincia di Como e nella città di Como, tramite l'assorbimento della malmessa ACT, ad un passo dal fallimento. La società iniziò la propria attività il 1º giugno 1991.
Nel 2003 in occasione della messa a gara del trasporto pubblico locale della provincia di Como viene creata SPT Linea il cui capitale era detenuto al 99,9% da SPT Como.
In data 11 settembre 2007 SPT Como ha comunicato di aver ceduto il 49% del capitale di Spt Linea alla società Omnibus (costituita da FNMA e SAB Autoservizi, capogruppo in Italia dell'inglese Arriva). Si è venuta così a costituire una nuova società che ha assunto la denominazione di Asf autolinee srl (A da Arriva, S da SPT e F da FNMA) con amministratore delegato Annarita Polacchini, dal 18 giugno 2018 il nuovo amministratore delegato è Valentina Astori

## Servizi

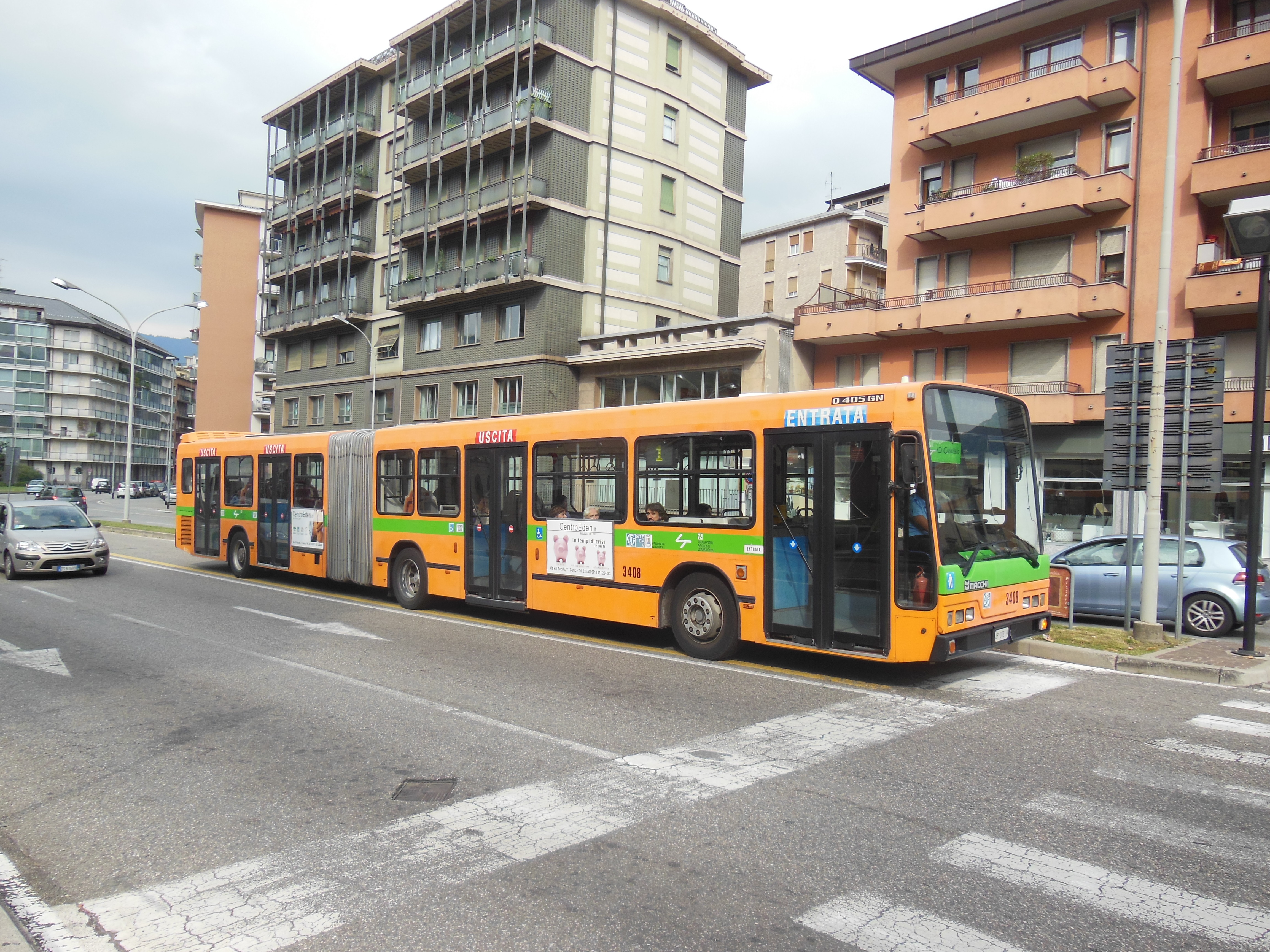
Un Mercedes Macchi di ASF autolinee, sulla linea 1(vettura n°3408)

Asf Autolinee gestisce una rete di 10 linee urbane e, nell'ambito del consorzio STECAV (Società Trasporti Extraurbani Consortili Alessandro Volta) con FNM Autoservizi (Gruppo FNM), il 90% del servizio interurbano della provincia di Como, comprendente linee di autobus dirette verso le confinanti province di Lecco, Bergamo, Monza e Brianza e con sconfinamenti in Canton Ticino. È dotata di circa 300 autobus e ha un organico di circa 500 dipendenti.
Asf, inoltre, gestisce il trasporto urbano della città di Cantù, dove opera anche il servizio a chiamata Bus-TU, ed effettua anche collegamenti internazionali collegando Como con Chiasso (con la linea 1 del servizio urbano di Como) e Lugano.